# 静逸别墅 (莫干山)
莫干山410号又名静逸别墅，位於浙江省湖州市德清縣莫干山景區境內。
静逸别墅建于1934年，业主张静江，建筑师孙支厦。别墅包括一横一竖两个矩形，以及中间的连廊。虽然形体简单，但是外廊栏杆、阳台、窗台、门窗过梁等细部设计了米字格、方格凹饰等装饰。
2006年5月，莫干山410号作为莫干山別墅群的一部分，被國務院列為第六批全國重點文物保護單位。

## 外部連結
- 莫干山